# Saint-Gabriel-de-Valcartier
Saint-Gabriel-de-Valcartier ist eine Gemeinde im Süden der kanadischen Provinz Québec. Sie liegt in der Verwaltungsregion Capitale-Nationale, etwa 25 km nordwestlich des Zentrums der Provinzhauptstadt Québec. Saint-Gabriel-de-Valcartier gehört zur regionalen Grafschaftsgemeinde (municipalité régionale du comté) La Jacques-Cartier, hat eine Fläche von 435,22 km² und zählt 3382 Einwohner (Stand: 2016).

## Geographie
Saint-Gabriel-de-Valcartier liegt im Tal des Rivière Jacques-Cartier am Rande der Laurentinischen Berge, wobei sich die Besiedlung auf das Ostufer im südlichsten Teil des Gemeindegebiets konzentriert. Die nördliche Hälfte des Territoriums wird durch den Rivière aux Pins entwässert. Das Gelände ist von bewaldeten Bergen geprägt, die bis zu 780 Meter hoch aufragen. Zwischen diesen Erhebungen liegen zahlreiche kleine Seen. Die Umgebung des größten Sees (Lac Tantaré) steht als Réserve écologique de Tantaré unter Naturschutz.
Nachbargemeinden sind Stoneham-et-Tewkesbury im Nordosten, Québec im Südosten, Shannon im Südwesten, Saint-Raymond im Westen und Lac-Blanc im Nordwesten.

## Geschichte
1647 erhielt Robert Giffard de Moncel die Seigneurie Saint-Gabriel zugesprochen, die 1667 in den Besitz der Jesuiten überging. Das Gebiet blieb unerschlossen, bis im Jahr 1812 die ersten Siedler eine Straße bauten. Vier Jahre später kauften vier Geschäftsleute den größten Teil der verfügbaren Grundstücke und legten damit den Grundstein für eine systematische Besiedlung. Zunächst ließen sich vor allem irische und schottische Einwanderer nieder. Die Gemeinde wurde 1855 gegründet und sieben Jahre später zweigeteilt (Saint-Gabriel-de-Valcartier und Saint-Gabriel Ouest). 1985 schlossen sich die beiden Gemeinden wieder zusammen. Seit 2002 gehört Saint-Gabriel-de-Valcartier zum Zweckverband Communauté métropolitaine de Québec.

## Bevölkerung
Gemäß der Volkszählung 2011 zählte Saint-Gabriel-de-Valcartier 2.933 Einwohner, was einer Bevölkerungsdichte von 6,7 Einw./km² entspricht. 86,0 % der Bevölkerung gaben Französisch als Hauptsprache an, der Anteil des Englischen betrug 10,9 %. Als zweisprachig (Französisch und Englisch) bezeichneten sich 2,0 %, auf andere Sprachen und Mehrfachantworten entfielen 1,1 %. Ausschließlich Französisch sprachen 50,7 %. Im Jahr 2001 waren 82,7 % der Bevölkerung römisch-katholisch, 10,2 % protestantisch und 7,1 % konfessionslos.

## Wirtschaft und Verkehr
Saint-Gabriel-de-Valcartier ist stark touristisch geprägt. Dazu trägt vor allem der Freizeitpark Village Vacances Valcartier bei. Ebenfalls von wirtschaftlicher Bedeutung ist CFB Valcartier, ein seit 1914 bestehender Militärstützpunkt der kanadischen Armee.
Saint-Gabriel-de-Valcartier ist über die Hauptstraße 371 mit der Stadt Québec verbunden. Dorthin führt auch eine Buslinie der Gesellschaft Transport collectif de la Jacques-Cartier.

## Sport
Das Trainings- und Wettkampfzentrum für Biathlon, das Myriam Bédard Training Centre, befindet sich auf dem Gebiet der Gemeinde. Die Anlage ist nach der ehemaligen Biathletin, Weltmeisterin und Olympiasiegerin im Biathlon, Myriam Bédard benannt.